# Route 159 (Québec)
Pour les articles homonymes, voir Route 159.
La route 159 (R-159) est une route nationale québécoise d'orientation nord / sud située sur la rive nord du fleuve Saint-Laurent. Elle dessert la région administrative de la Mauricie.

## Tracé
La route 159 relie Sainte-Anne-de-la-Pérade à Saint-Roch-de-Mékinac sur la rive est de la rivière Saint-Maurice, en bordure du Parc national de la Mauricie. Au passage, elle traverse la municipalité de Saint-Tite.

## Localités traversées (du sud au nord)
Liste des municipalités dont le territoire est traversé par la route 159, regroupées par municipalité régionale de comté.

### Mauricie
Les Chenaux
- Sainte-Anne-de-la-Pérade
- Saint-Prosper-de-Champlain
- Saint-Stanislas

Mékinac
- Saint-Séverin
- Saint-Tite
- Grandes-Piles
- Saint-Roch-de-Mékinac

## Photos

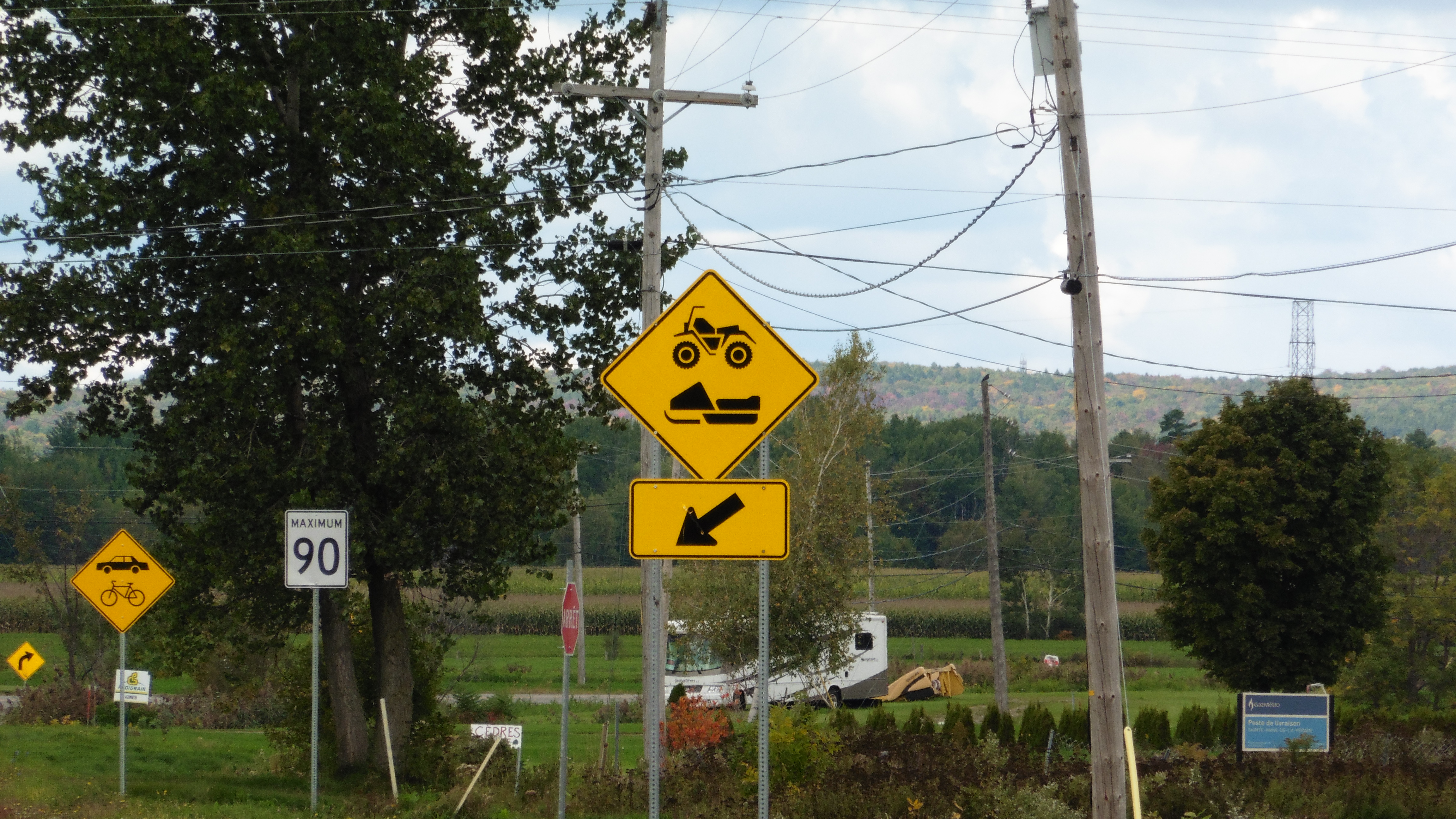
Signalisation, près de Sainte-Anne-de-la-Pérade
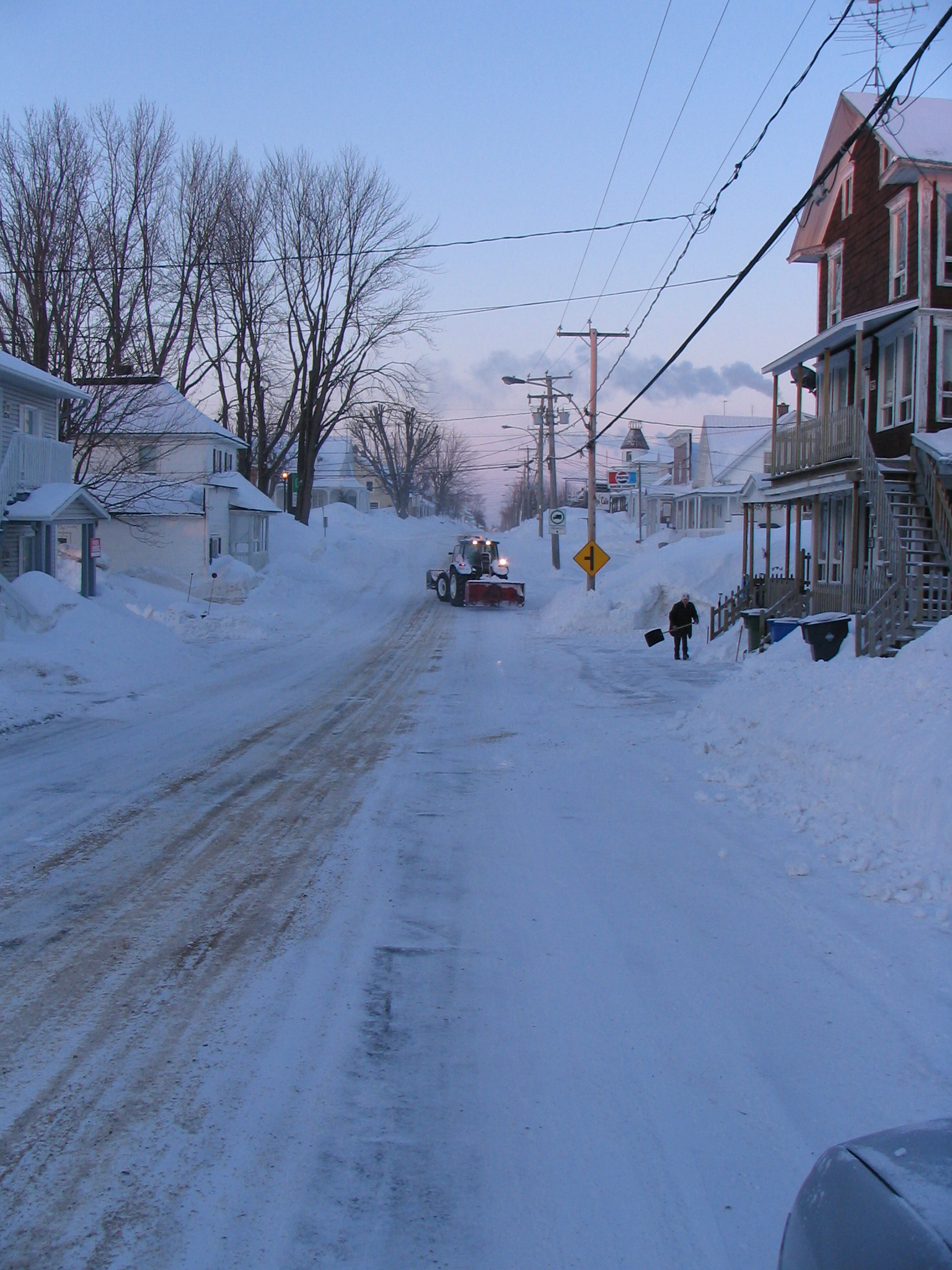
Rue Principale (route 159), Saint-Prosper

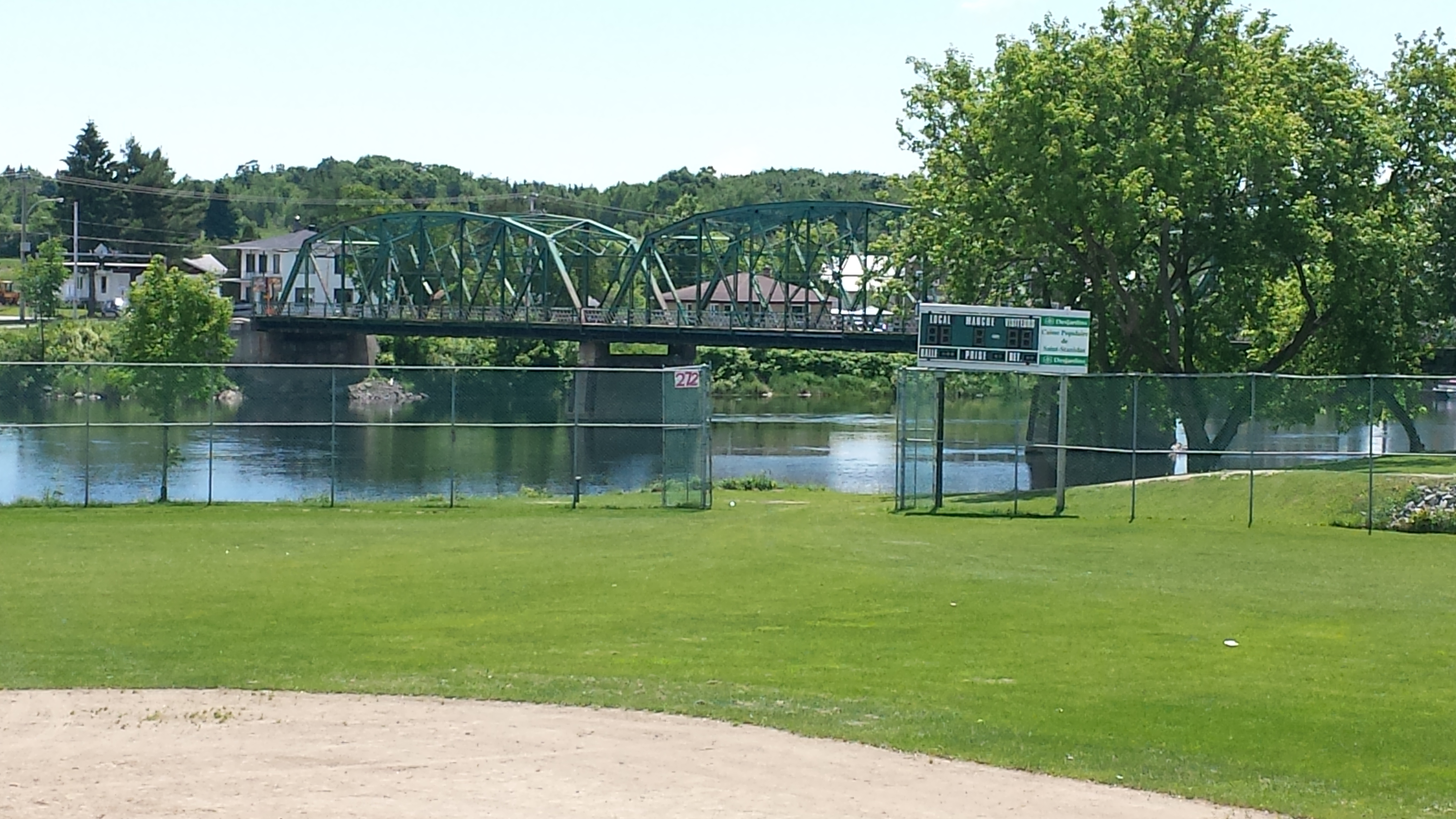
Pont sur la Rivière Batiscan, Saint-Stanislas
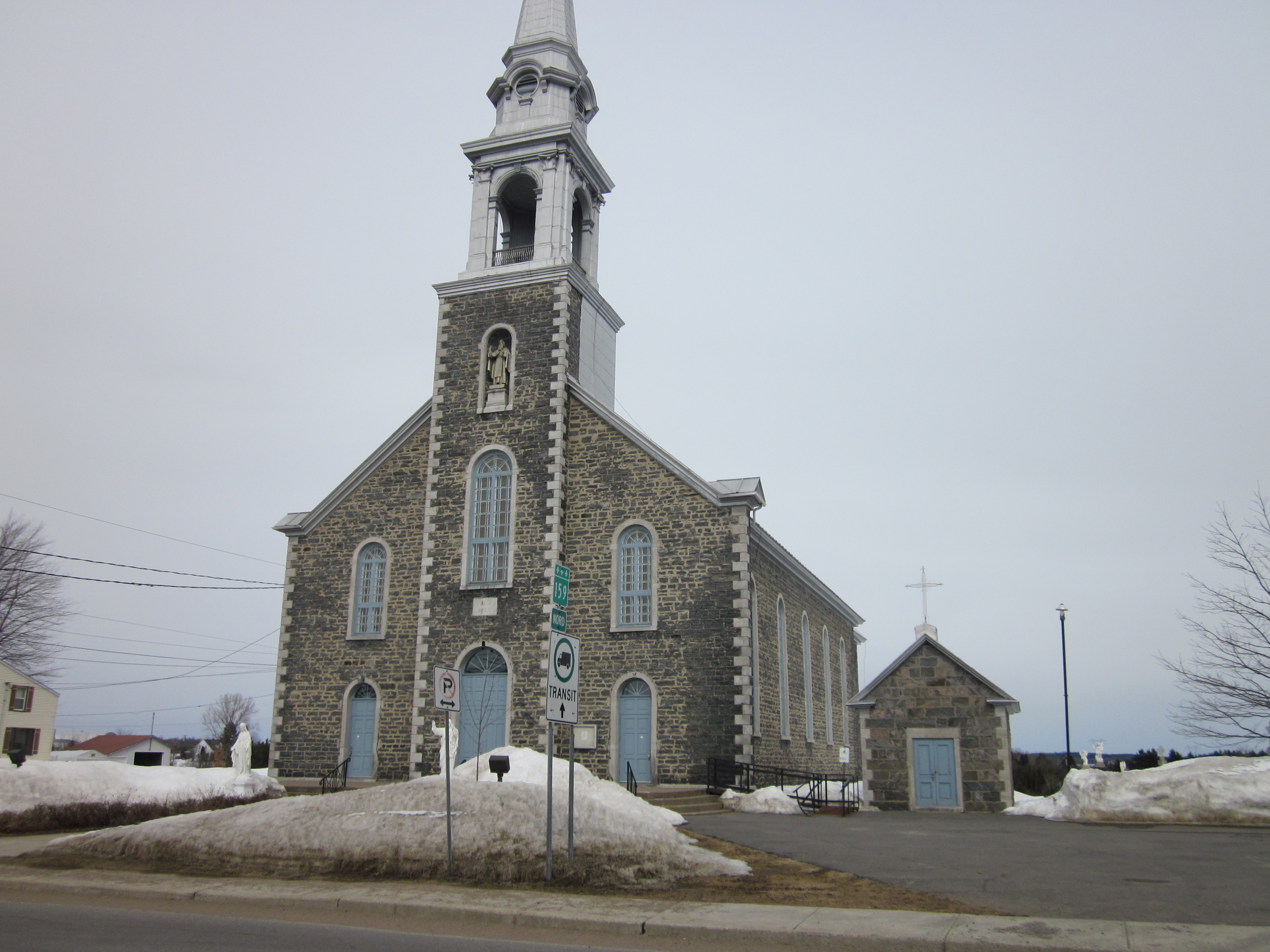
Boulevard Saint-Louis (route 159) église paroissiale, Saint-Séverin

## Intersections majeures
| MRC                     | Municipalité             | km    | Destinations                                | Notes                                    |
| ----------------------- | ------------------------ | ----- | ------------------------------------------- | ---------------------------------------- |
| Les Chenaux             | Sainte-Anne-de-la-Pérade | 0,00  | R-138 – Batiscan, Champlain, Donnacona      |                                          |
| Les Chenaux             | Sainte-Anne-de-la-Pérade | 1,20  | A-40 – Montréal, Québec                     | Sortie 236 de l'A-40                     |
| Les Chenaux             | Sainte-Anne-de-la-Pérade | 3,40  | R-354 est – Saint-Casimir                   | Terminus ouest de la R-354               |
| Les Chenaux             | Saint-Stanislas          | 19,90 | R-352 ouest – Saint-Narcisse                | Terminus sud du multiplex avec la R-352  |
| Les Chenaux             | Saint-Stanislas          | 20,60 | R-352 est – Saint-Adelphe, Sainte-Thècle    | Terminus nord du multiplex avec la R-352 |
| Mékinac                 | Saint-Tite               | 41,40 | R-153 nord – Sainte-Thècle                  | Terminus sud du multiplex avec la R-153  |
| Mékinac                 | Saint-Tite               | 42,80 | R-153 sud – Shawinigan, Hérouxville         | Terminus nord du multiplex avec la R-153 |
| Mékinac                 | Saint-Roch-de-Mékinac    | 61,30 | R-155 – Grandes-Piles, Shawinigan, La Tuque |                                          |
| - Terminus de multiplex |                          |       |                                             |                                          |